# Guerras das Bananas
As Guerras das Bananas (21 de abril de 1898 – 1 de agosto de 1934) foram uma série de ocupações, ações militares, e intervenções que envolveram os Estados Unidos na América Central e no Caribe entre a Guerra Hispano-Americana (1898) e a criação da "Política de Boa Vizinhança" (1934). Essas intervenções militares foram na maioria das vezes realizadas pelo Corpo de Fuzileiros Navais dos Estados Unidos. Os fuzileiros participaram com tanta frequência que desenvolveram um manual, The Strategy and Tactics of Small Wars, em 1921. 
Com o Tratado de Paris, a Espanha cedeu o controle de Cuba e de Porto Rico para os Estados Unidos. Depois disso, os Estados Unidos realizaram diversas intervenções militares a nível de bullying no Panamá, Honduras, Nicarágua, México, Haiti e República Dominicana. A série de conflitos só terminou com a retirada das tropas do Haiti sob a presidência de Franklin D. Roosevelt.

## Motivações

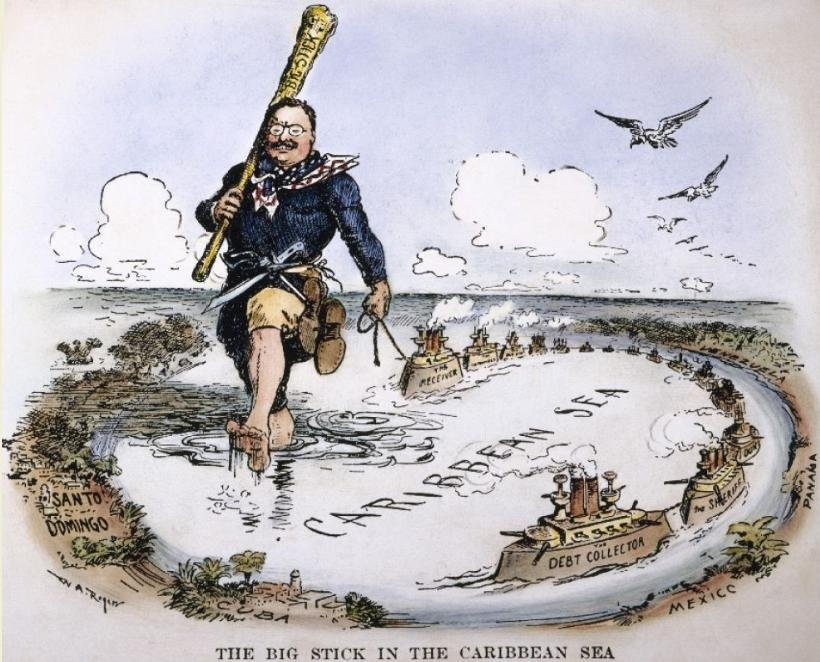
Charge mostrando o presidente Theodore Roosevelt transformando o Mar do Caribe em um "lago" norte-americano, por meio da aplicação do Big Stick.

As razões para estes conflitos foram variadas, mas foram em grande medida de natureza econômica. O termo "guerras das bananas" surge a partir da conexão entre estas intervenções e à preservação dos interesses comerciais estadunidenses na região. Mais destacadamente, da United Fruit Company que teve participações financeiras significativas na produção de bananas, tabaco, cana-de-açúcar, e vários outros produtos em todo o Caribe, América Central e na porção norte da América do Sul. Os Estados Unidos também foram avançando seus interesses políticos, a manutenção de uma esfera de influência e o controle do Canal do Panamá, criticamente importante para o comércio global e o poder naval.

## Intervenções

### Panamá

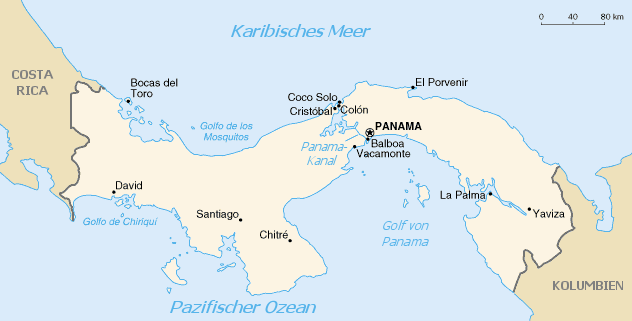
O istmo e o canal do Panamá, região estratégica por sua ligação aos oceanos Atlântico e Pacífico.

Desde a sua declaração de independência do Reino da Espanha, em 28 de novembro de 1821, o Panamá aderiu voluntariamente a Nova Granada, uma nação que integrava junto ao Equador e Venezuela a atual Colômbia.
Em várias ocasiões, militares do território do istmo, haviam tentado a separação e a independência da Colômbia, os acontecimentos mais importantes ocorreram em 1831, entre 1840 e 1841 quando, por um breve período em foi estabelecido como um Estado independente e durante parte da Guerra dos Mil Dias (1899-1902), conflito civil que devastou os dois países. O Tratado de Wisconsin, assinado em um navio estadunidense com esse nome, coloca um fim a esta guerra. No entanto, o líder dos Liberais Victoriano Lorenzo se recusou a aceitar seus termos e foi fuzilado em 15 de maio de 1903.
Em 1846, o Tratado Mallarino-Bidlack, um tratado entre o governo colombiano e os Estados Unidos permitiu a construção da ferrovia interoceânica, para a qual se garantiu neutralidade e livre trânsito, e também uma intervenção militar americana foi autorizada que permitia auxiliar a Colômbia a restabelecer a ordem caso a área do istmo estivesse conflagrada por alguma desordem qualquer. Isto ocorreu já em 1856 após violentos confrontos entre os panamenhos e americanos em 15 de abril de 1856, na chamada Guerra da Melancia, que levou a primeira intervenção dos Estados Unidos no Panamá. O descobrimento de ouro na Califórnia, em 1849, revalorizou o papel do istmo como via de comunicação entre as costas oriental e ocidental dos Estados Unidos. Seis anos mais tarde, inaugurou-se a ferrovia, uma das mais promissoras fontes de divisas do governo colombiano, que o levou a empreender múltiplas e intermináveis negociações para a construção do canal, só iniciada em 1880. Em 1878, o francês Ferdinand de Lesseps, construtor do Canal de Suez, obteve uma concessão do governo da Colômbia, autorizando a sua companhia a iniciar as obras de abertura do canal. A companhia encarregada do vultoso empreendimento, de capital majoritariamente francês, interrompeu os trabalhos em 1889 e, em 1898, a obra foi definitivamente paralisada por causa da falência da empresa.
O presidente Theodore Roosevelt estava convencido de que os Estados Unidos podiam terminar o projeto, e reconheceu que o controle estadunidense da passagem do Atlântico ao Pacífico seria de uma importância militar e econômica considerável. O Panamá fazia então parte da Colômbia, de modo que Roosevelt começou as negociações com os colombianos para obter a permissão necessária. No início de 1903, o Tratado Hay-Herran foi assinado pelos dois países, mas o Senado colombiano não o ratificou. Dessa forma, Roosevelt estimulou os rebeldes panamenhos ao alegar que caso estes se revoltassem contra a Colômbia, a marinha estadunidense apoiaria a causa de independência panamenha. O Panamá acabou por proclamar sua independência em 3 de novembro de 1903, e o U.S.S. Nashville, em águas panamenhas, impediu toda e qualquer interferência colombiana.
Muitos argumentam que o medo de uma guerra contra os Estados Unidos obrigou os colombianos a evitarem uma oposição séria ao movimento de independência. Os panamenhos vitoriosos devolveram o favor a Roosevelt permitindo aos Estados Unidos o controle da Zona do canal do Panamá em 23 de fevereiro de 1904 por US$ 10 milhões (como previsto no Tratado Hay-Bunau-Varilla, assinado em 18 de novembro de 1903) e de uma renda anual de 250 mil dólares a partir de 1913. O Tratado Hay-Bunau-Varilla, ratificado pelo governo provisório do Panamá, e que concedia aos Estados Unidos o uso, controle e ocupação perpétua da Zona do Canal, uma faixa de 16 km de largura através do istmo. Em 1904 reiniciaram-se as obras. O canal só foi aberto oficialmente ao tráfego em 15 de agosto de 1914.
A constituição de fevereiro de 1904 autorizava a intervenção das forças armadas norte-americanas em caso de desordens públicas, o que, na prática, equivalia à instauração de um protetorado. A instabilidade política motivou diversas intervenções nos primeiros decênios do século e isso, somado à alienação da Zona do Canal, que partia em dois o território nacional, alimentou na população sentimentos de hostilidade aos Estados Unidos e um crescente nacionalismo.
No ano de 1906, o Presidente panamenho Manuel Amador Guerrero e a Câmara Municipal da capital, solicitam a intervenção da autoridade dos Estados Unidos sobre as eleições deste ano.
Em maio de 1912, as eleições gerais foram realizadas na presença de tropas dos militares americanos. A Colômbia reconheceria oficialmente a independência do Panamá somente em 1914 quando recebeu uma indenização no valor de 25 milhões de dólares, paga pelos Estados Unidos. Por ocasião de dias de confrontos entre panamenhos e soldados americanos em 1915, em Colón, o governo dos Estados Unidos enviaram um ultimato ao governo panamenho, exigindo o desarmamento da Polícia Nacional, sob a ameaça de uma ocupação militar da Cidade do Panamá e Colón, ordem que o governo panamenho cumpriu, mas não sem protestar este abuso e violação da sua soberania.
Em julho de 1918 o exército americano ocupou arbitrariamente as províncias de Chiriquí e Veraguas, sob o pretexto de ajudar as autoridades panamenhas para manter a ordem e dar proteção aos cidadãos norte-americanos dessas províncias. A ocupação militar de Chiriqui durou dois anos e a de Veraguas uma semana, apesar do protesto do Panamá. Em março de 1921, os americanos mostram seu poder, sempre sob a ameaça de intervenção militar, exigindo do Panamá sediar o Regente Branco favorecendo Costa Rica, na fronteira dos dois países durante a Guerra do Coto. Em 1924 normalizaram-se as relações entre o Panamá e a Colômbia. O Presidente Rodolfo Chiari solicitaria a intervenção militar dos Estados Unidos em 1925 para reprimir os protestos populares.
Em 1936, a "política da boa vizinhança" preconizada pelo presidente americano Franklin Roosevelt permitiu um princípio de revisão do Tratado Hay-Bunau-Varilla. De 1903 a 1977, o território da Zona do Canal foi controlado pelos Estados Unidos. De 1977 a 1999, o canal esteve sob jurisdição conjunta dos Estados Unidos e do Panamá. Em 1977, os Tratados Torrijos-Carter estabeleceram a neutralidade do canal e a cessão do controle de toda a zona ao Panamá até 1999, quando o controle foi passado ao Panamá, como previsto pelos Tratados Torrijos-Carter.

### Cuba
Após a derrota espanhola na Guerra Hispano-Americana e sua posterior retirada de tropas de Cuba, em Dezembro de 1898, o governo de Cuba foi entregue aos Estados Unidos em 1 de janeiro de 1899. O primeiro governador foi o General John R. Brooke. Diferentemente de Guam, Porto Rico e as Filipinas, os Estados Unidos não anexaram Cuba, devido às restrições impostas na Emenda Teller.
Brooke instituiu um governo civil, também colocou governadores norte-americanos em sete departamentos e nomeou governadores civis nas províncias recém-criadas, bem como prefeitos e representantes nos municípios. O governo americano começou a criar propostas econômicas que beneficiavam apenas aos Estados Unidos, como por exemplo, todos os produtos que Cuba produzia eram exportados apenas para os Estados Unidos, a preços baixíssimos, que os revendia por preços maiores.
A economia cubana, facilitada pelo governo de ocupação, foi rapidamente dominada pelo capital norte-americano. O crescimento de propriedades estadunidenses foi tão rápido que em 1905 quase 10% do total da área terrestre de Cuba pertencia a cidadãos norte-americanos. Em 1902 empresas americanas controlavam 80% das exportações de minério de Cuba e possuía a propriedade da maior parte das fábricas de açúcar e tabaco.
Em 2 de março de 1901, o Congresso dos Estados Unidos aprovou o ato das apropriações do exército estipulando as condições para a retirada das tropas restantes Estados Unidos em Cuba desde a Guerra Hispano-Americana. Este ato incluía a Emenda Platt, que definiu os termos das relações entre Cuba e Estados Unidos até 1934, substituiu a Emenda Teller. A emenda previu uma série de normas que violavam fortemente a soberania de Cuba: Cuba não transferiria terras cubanas a qualquer outra potência a exceção dos Estados Unidos; os Estados Unidos teriam direito à intervenção em assuntos cubanos e ocupação militar, quando as autoridades estadunidenses considerarem que a vida, as propriedades e os direitos dos cidadãos norte-americanos estavam em perigo; Cuba foi proibida de negociar tratados com qualquer outro país que não seja os Estados Unidos "que iriam prejudicar a independência de Cuba"; a Isla de Pinos (atualmente chamada de Ilha da Juventude) foi considerada como fora das fronteiras de Cuba até que o título que lhe fosse ajustado em um futuro tratado; a venda ou concessão para os Estados Unidos de "terras necessárias para carvão ou estações navais em determinados pontos seriam negociadas." A emenda cedeu para os Estados Unidos a base naval em Cuba (Guantánamo) e foi concedido o direito de utilizar uma série de outras bases navais como estações de carvão.
Como condição prévia para a independência de Cuba os Estados Unidos exigiram que esta emenda fosse aprovada integralmente e sem alterações pela Assembleia Constituinte como um apêndice da nova Constituição. Perante esta alternativa, o anexo foi aprovado depois de aquecido debate.
Nas eleições presidenciais seguintes em 31 de dezembro de 1901, Tomás Estrada Palma, um cidadão dos Estados Unidos, foi o único candidato. Seu adversário, o general Barolomé Maso, retirou sua candidatura em protesto contra a manipulação dos Estados Unidos, seu favoritismo e da manipulação da máquina política por seguidores de Palma. Palma foi eleito para ser o primeiro Presidente da República e só retornou a Cuba quatro meses após a eleição. A ocupação terminou oficialmente quando Palma assumiu o cargo em 20 de maio de 1902.
Assim, em 1902, os Estados Unidos entregaram o controle a um governo cubano que, como uma condição para a transferência tinha incluído na sua constituição disposições de aplicação dos requisitos da Emenda Platt, que entre outras coisas deu aos Estados Unidos o direito de intervir militarmente em Cuba. A Emenda Platt permaneceu mantendo Cuba um protetorado estadunidense até 1933, tanto que o país ficaria conhecido como o "Quintal dos Estados Unidos". As terras cubanas foram adquiridas por investidores americanos, permitindo os Estados Unidos controlar cerca de três quartos do açúcar cubano, a base da economia do país. Havana e Varadero se tornaram estâncias turísticas, adornados com casinos e clubes.
O estatuto da Isla de Pinos como território cubano ficou indefinido até 1925 quando os Estados Unidos finalmente reconheceram a soberania cubana sobre a ilha. Estrada Palma, um homem frugal, governou com sucesso até o termino de quatro anos, mas quando ele tentou alargar o seu tempo no cargo, uma revolta ocorreu, o que dará origem a uma nova intervenção militar dos Estados Unidos na ilha. Assim, em 1906, o representante do presidente dos Estados Unidos William Howard Taft, nomeadamente com o pessoal da diplomacia Frederick Funston, negociou acordo de bem-sucedido para por fim a revolta. Estrada Palma renuncia. O governador Charles Magoon dos Estados Unidos assumiu controle temporário até 1909.
Nas eleições de 1909 assume a presidência José Miguel Gómez, que foi acusado de corrupção. Em 1912, ocorre a Rebelião dos Negros pelo grupo Independientes de Color, que protesta contra a discriminação racial, essa revolta seria reprimida novamente com a ajuda do Exército dos Estados Unidos.
O Presidente Gerardo Machado foi eleito pelo voto popular em 1925, mas ele era constitucionalmente impedido de reeleição. Machado iniciou uma política repressiva contra os opositores políticos e movimentos sindicais. Devido a uma prolongada revolta contra seu governo, foi forçado a retirar de Cuba, e fez um governo interino. Ao final do seu mandato constitucional continuou no poder. Os Estados Unidos, apesar da Emenda Platt, decidiram a não interferir militarmente. Os comunistas do PCC fizeram muito pouco para resistir a Machado, na sua fase de ditador. No final dos anos 1920 e início dos anos 1930 vários grupos de ação cubana, encenaram uma série de revoltas.
Cerca de seis meses mais tarde, ainda em Setembro de 1933, houve um golpe militar encabeçado pelo sargento estenógrafo Fulgêncio Batista que derrubou a ditadura de Machado. Batista governou Cuba duas vezes, de 1933 a 1944, período em que exerceu um governo forte e eficiente, e novamente de 1952 a 1959, apoiado pelos EUA, quando tornou-se ditador, encarcerando seus oponentes, usando métodos terroristas e fazendo fortuna para si e para seus aliados. Sua ditadura, bem como a influência americana na ilha cubana só terminariam em 1959, com a Revolução Cubana.

### Nicarágua

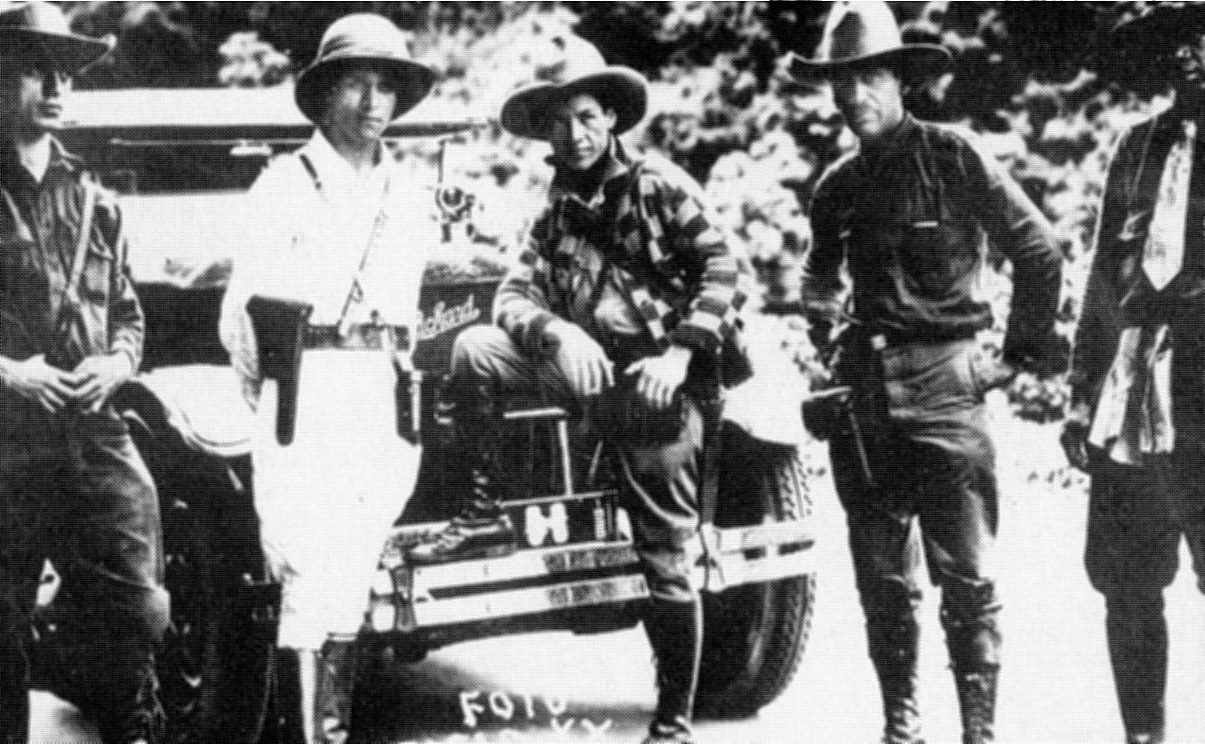
Augusto César Sandino (no centro), principal opositor da ocupação americana na Nicarágua.

Em 1909, os Estados Unidos deram apoio político às forças lideradas pela rebelião conservadora contra o Presidente José Santos Zelaya. Os motivos incluíam divergências sobre a proposta do Canal da Nicarágua, o potencial da Nicarágua como uma influência desestabilizadora na região, e as tentativas de Zelaya de regular o acesso aos estrangeiros aos recursos naturais nicaraguenses. O governo de William Howard Taft logo começou a dar apoio ao general Juan José Estrada e ao general Emiliano Chamorro para uma hipotética revolta contra Zelaya. Esse apoio foi confirmado no início de setembro de 1909. No dia seguinte, o consulado estadunidense foi informado que a revolta contra o governo de Zelaya dos Generais Juan José Estrada e Emiliano Chamorro, seria realizada em 8 de setembro, ambos pedindo o apoio e reconhecimento dos Estados Unidos para o seu futuro governo. Nas informações enviadas a Washington, o consulado disse que o novo governo iria respeitar interesses estrangeiros e que o Presidente Zelaya certamente não iria opor resistência armada.
Em 17 de novembro de 1909, dois americanos foram executados por ordem de Zelaya. Os Estados Unidos, então, justificaram a intervenção, afirmando que iriam proteger vidas e bens. Esse episódio foi a primeira intervenção direta dos Estados Unidos na Nicarágua, que em discurso, que durou até 1925.
Zelaya renuncia em 18 de dezembro. O Congresso nomeia presidente José Madriz Rodríguez que não estava satisfeito com os Estados Unidos, e envia tropas contra os rebeldes mas a situação torna-se insustentável e ele acaba renunciando. José Dolores Estrada Morales com um golpe de estado torna-se presidente, mas, cede o poder a seu irmão, o general Juan José Estrada e como Vice Presidente Adolfo Díaz, que mais tarde ascenderia ao poder.
A influência dos Estados Unidos aumentaria durante a administração do presidente Adolfo Díaz, que entregou aos Estados Unidos o controle das grandes empresas estatais, da alfândega, do banco central e das ferrovias. Em 29 de julho de 1912 uma nova rebelião eclodiu, liderados pelo General Luis Mena Vado, essa rebelião é conhecida como a Guerra de Mena. Os rebeldes tomaram várias cidades como Manágua, Masaya e Granada. O governo pede ajuda para os Estados Unidos que desembarca seus marines, recuperando, assim o controle do país.
Na sequência desta intervenção, o país permaneceria ocupado pelas tropas estadunidenses até 1933 (a partir de 1912 até 3 de agosto de 1925 e, em seguida, a partir de 1926 a 1933, com um curto intervalo de nove meses, em média).
Em 1914 foi assinado o Tratado Bryan-Chamorro, que cedeu aos Estados Unidos direitos de construir um futuro canal inter-oceânico, por três milhões de dólares. Embora o Canal do Panamá fosse construído em 1903, a área continuou a ser de interesse estratégico. Também por esse tratado, deu Estados Unidos o direito de estabelecer uma base militar no Golfo de Fonseca, ao longo de um período de 99 anos, e deu-lhe o aluguel das ilhas Milho, pelo mesmo período.
A Nicarágua entre 1917 e 1926 foi dominada pelo Partido Conservador. Os fuzileiros americanos, no país desde 1912, retiraram-se em agosto de 1925. No ano seguinte, no entanto, uma nova revolta liberal, que produziu uma nova guerra civil, conhecida como a Guerra constitucionalista. As negociações entre o governo e os rebeldes, liderada pelos Estados Unidos, resultaram em um governo de coligação. Contudo, uma vez que o governo foi incapaz de controlar os novos focos de insurgência, os marines desembarcaram em dezembro de 1926.

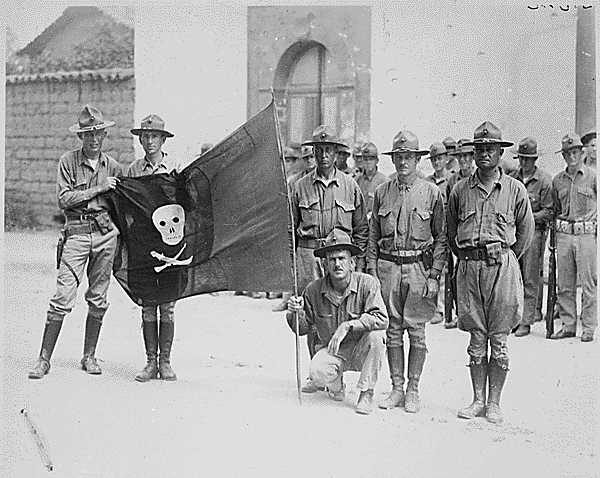
Marines dos EUA com a bandeira capturada de Augusto César Sandino da Nicarágua, 1932.

De 1927 até 1933, o general Augusto César Sandino sustentou uma guerrilha, primeiramente contra o regime conservador e posteriormente contra a ocupação americana, que se retiraram após a criação de um novo governo liberal. Sandino rejeitou um acordo negociado em 1927 mediado pelos Estados Unidos para terminar a última rodada de combates entre liberais e conservadores.
A ocupação terminou principalmente devido a guerrilha de Sandino contra o exército estadunidense e pelo início da Grande Depressão que tornou dispendioso para os Estados Unidos manter a ocupação. Quando os estadunidenses saíram em 1933, criou-se a Guarda Nacional da Nicarágua, uma força policial e militar treinada e equipada pelos Estados Unidos. Anastasio Somoza García, um aliado íntimo do governo americano, foi colocado no poder. A partir daí, iniciaria a dinastia da família Somoza, que serviu aos interesses norte-americanos e só perderia o poder após a Revolução Sandinista em 1979.

### Honduras
Em 1899 houve uma eleição pacífica de Terencio Sierra, e com o primeiro carregamento de bananas de Honduras para Nova Orleans, enviados pela The Brothers Vaccaro. O negócio da Vaccaro iria evoluir para a Standard Fruit Company, a primeira das três empresas bananeiras que teria um efeito determinante sobre o futuro do país. A situação econômica e a influência política destas empresas foi tão grande desde o final do século XIX. Até meados do século XX, Honduras se tornou o modelo original para a "república das bananas".
O Presidente Manuel Bonilla teria sucesso em estabelecer a fronteira com a Nicarágua e de resistir à invasão da Guatemala em 1906. Porém, o Presidente da Nicarágua, mais poderoso José Santos Zelaya começou a minar Bonilla. Os Estados Unidos com interesses em conter Zelaya, proteger a região do novo canal do Panamá, e defender o comércio cada vez mais importante de bananas.
A Standard Fruit foi acompanhada por novos rivais, a Samuel Zemurray da Cuyamel Fruit Company, e da United Fruit Company, todos os quais tendem a ser verticalmente integradas, possuindo suas próprias terras e companhias da estrada de ferro além de linhas de navios. Através de subsídios concedidos à estradas de ferro, logo vieram para controlar vastas extensões de terra a melhor ao longo da costa caribenha. O poder dessas empresas muitas vezes ultrapassariam a autoridade exercida na região por governos locais.
Nos próximos vinte anos, o governo dos EUA estaria envolvido em disputas, insurreições e revoluções na América Central, os governos vizinhos se apoiariam os Estados Unidos ou por empresas. Por exemplo, em 1917 o Cuyamel Fruit Company estendeu sua linhas ferroviárias em território disputado guatemalteco. A pretexto de controlar a anarquia e rebeliões internas, os Estados Unidos intervieram no país e enviaram tropas para proteger os interesses das empresas bananeiras, Honduras viu a inserção de tropas americanas em 1903, 1907, 1911, 1912, 1919, 1924 e 1925.

### República Dominicana

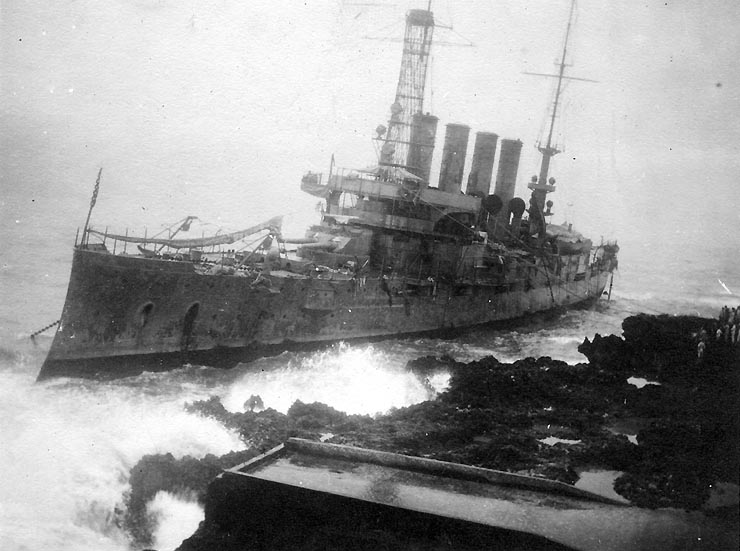
O USS Memphis naufraga em Santo Domingo, República Dominicana, na tarde de 29 de agosto 1916.

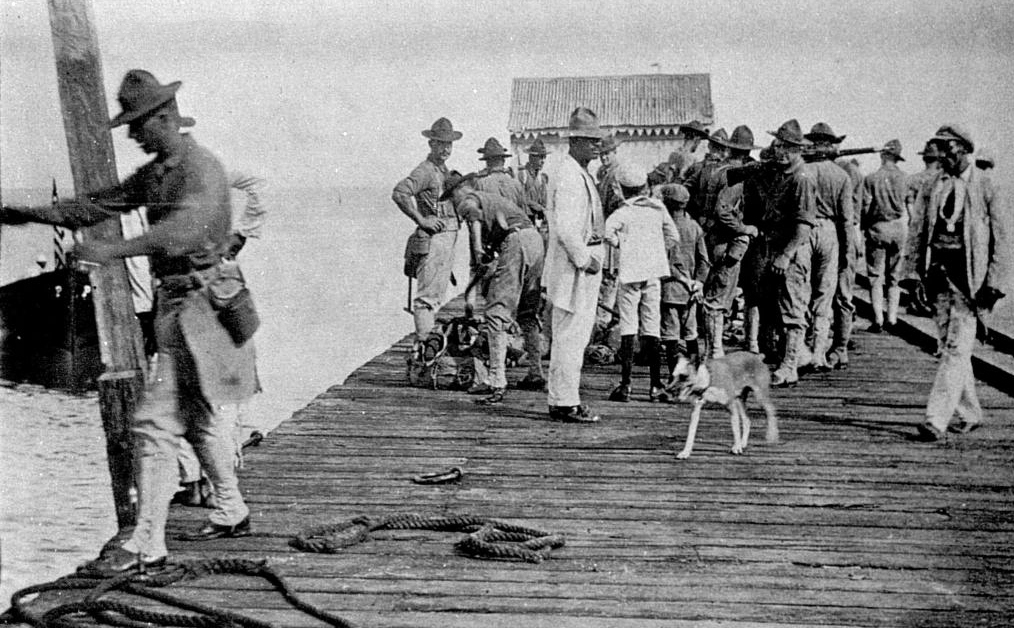
Fuzileiros navais durante a ocupação

Aliando com os interesses emergentes açúcar, a ditadura do general Ulises Heureaux, popularmente conhecido como Lilís, trouxe estabilidade sem precedentes para a República Dominicana através de um governo que durou quase duas décadas. Sua ditadura era dependente de contrair empréstimos pesados de bancos europeus e americanos, para enriquecer-se, estabilizar a dívida existente, reforçar o sistema de suborno, pagar para o exército, desenvolvimento das infraestruturas e finanças e ajudar a criação de usinas. No entanto, os preços do açúcar sofreram um forte declínio nas últimas duas décadas do século XIX. À medida que a dívida pública crescia tornava-se impossível manter a sua máquina política. Em 1897, com o seu governo praticamente falido, houve uma crise que arruinou comerciantes e inspirou uma conspiração que culminou em sua morte.
Os seis anos após a morte Lilís o país testemunhou quatro revoltas e cinco presidentes diferentes. Os políticos que tinham conspirado contra Heureaux e Juan Isidro Jimenes, o Cibao, uma poderosa empresa internacional plantadora de tabaco, e o General Horacio Vásquez, após ter sido nomeado Presidente e Vice-Presidente, rapidamente caíram sobre a divisão dos despojos entre os seus apoiantes, os Jimenistas e Horacistas. Tropas leais a Vásquez derrubaram Jimenes em 1903, mas ele foi deposto por um Jimenista, o General Alejandro Woss y Gil, que tomou o poder para si próprio. Os Jimenistas derrubaram seu governo, mas o seu líder, Carlos Felipe Morales, que se recusou a devolver poder de Jimenes, aliado com os Horacistas, e ele logo enfrentou uma nova revolta Jimenista traído pelos seus aliados.
Com o país à beira da falência, França, Alemanha, Itália e Países Baixos enviaram navios de guerra para Santo Domingo para pressionar as reivindicações dos seus créditos. A fim de antecipar a intervenção militar, Theodore Roosevelt introduziu o Corolário Roosevelt. Assim, em Janeiro de 1905, os Estados Unidos assumiram a administração das alfândegas da República Dominicana. Nos termos deste acordo, um receptor-geral, nomeado pelo Presidente dos EUA, mantinha 55% do total das receitas para pagar credores estrangeiros, enquanto a remissão dominicana para o governo era de 45%.
Em 1906, Morales renunciou, e o vice-presidente Horacista Ramón Cáceres ascendeu ao cargo. Após reprimir uma rebelião no noroeste pelos Jimenistas, seu governo trouxe estabilidade política, no entanto, com seu assassinato, em 1911, mais uma vez a república mergulhou no caos. Por dois meses, o poder executivo foi realizado por uma junta civil dominada pelo chefe do exército, general Alfredo Victoria que forçou o Congresso em eleger o seu tio, Eladio Victoria, como presidente, mas ele foi logo substituído pelo neutro Arcebispo Adolfo Nouel. Após quatro meses, Nouel renunciou, e foi sucedido pelo Deputado Horacista José Bordas Valdez, que alinhou com os Jimenistas para manter o poder. Em 1913, Vásquez regressou do exílio em Porto Rico para liderar uma nova rebelião. Em Junho de 1914, o presidente americano Woodrow Wilson emitiu um ultimato para os dois lados por fim as hostilidades e chegar a acordo sobre um novo presidente, ou os Estados Unidos teriam que impor um. Jimenes foi eleito em outubro, e logo enfrentou novas exigências, incluindo a nomeação de um diretor americano de obras públicas e consultor financeiro e da criação de uma nova força militar comandada por oficiais americanos. O Congresso rejeitou estas demandas e iniciou processo de impeachment contra Jimenes. Os Estados Unidos ocuparam Haiti em julho de 1915, com a ameaça implícita de que a República Dominicana poderia ser a próxima. O Ministro da Guerra de Jimenes, Desiderio Arias encenou um golpe de Estado em abril de 1916, proporcionando um pretexto para os Estados Unidos ocuparem a República Dominicana em 15 de maio de 1916. Antes disso, Jimenes renunciou. O Congresso elegeu Dr. Francisco Henríquez y Carvajal como presidente, mas, em novembro, depois que ele se recusou a cumprir as exigências americanas, Woodrow Wilson anunciou a instituição de um governo militar pelos EUA, com o Contra-Almirante Harry Knapp Shepard como governador militar.
Entretanto, os dominicanos ressentiram a perda de sua soberania para estrangeiros, e o governo militar, que não conseguiu ganhar o apoio de quaisquer líderes políticos, leis rigorosas foram impostas como censura e encarceramento de críticos da ocupação, o que gerou uma guerrilha. Os guerrilheiros beneficiaram-se de um conhecimento superior do terreno e do apoio da população local, forçando os fuzileiros navais a confiar em métodos cada vez mais brutais de contrainsurgência. O principal legado da ocupação foi à criação de uma polícia nacional, que mais tarde seria o principal veículo para a ascensão de Rafael Trujillo.
Com a queda dos preços do açúcar após a Primeira Guerra Mundial, gerou uma crise que conduziram muitos dos plantadores locais de cana de açúcar a falência, permitindo que grandes conglomerados americanos dominassem a indústria do açúcar.
Em 1920 durante a eleição presidencial dos Estados Unidos o candidato republicano Warren Harding criticou a ocupação e prometeu eventual retirada americana. Embora Jimenes e Vásquez procurassem concessões dos Estados Unidos, o colapso dos preços do açúcar desacreditou o governo militar e deu origem a uma nova organização política nacionalista, a União Dominicana Nacional, liderada pelo Dr. Henríquez, no exílio em Santiago de Cuba, que exigia retirada incondicional. Eles formaram alianças com os nacionalistas frustrados em Porto Rico e Cuba, assim como os críticos da ocupação no próprio Estados Unidos. Em Maio de 1922, um advogado Dominicano, Francisco Peynado, foi para Washington e negociou o que se tornou conhecido como o Plano Hughes-Peynado. É estipulada a criação imediata de um governo provisório até as eleições, a aprovação de todas as leis promulgadas pelo governo militar dos EUA, e a continuação do tratado de 1907 até que todas as dívidas externas da República Dominicana tenham sido resolvidas. Em 1 de outubro, Juan Bautista Vicini, foi nomeado presidente provisório, e o processo de retirada americana começou. A ocupação terminou em 1924, com um governo democraticamente eleito sob o presidente Horacio Vásquez. Entretanto, em fevereiro de 1930, Vásquez seria derrubado por um golpe de estado orquestrado por Rafael Trujillo, que se tornaria ditador, como um verdadeiro aliado e empregado dos interesses norte-americanos nesse país.

### Haiti
Em 1911, eclodiu uma revolução que mergulhou o Haiti em uma desordem e dívida. De 1911 a 1915, registaram-se sete diferentes presidentes, e todos seriam assassinados ou forçados ao exílio. Os exércitos revolucionários eram desorganizados, camponeses das montanhas do norte, ao longo da fronteira com a República Dominicana, que se alistaram em facções políticas rivais com promessas de dinheiro a ser pago após uma revolução bem sucedida e uma oportunidade para pilhar.
Os Estados Unidos estavam particularmente apreensivos sobre o papel da comunidade alemã no Haiti, que exercida uma quantidade desproporcional de poder econômico.
Em fevereiro de 1915, Guillaume Sam estabeleceu uma ditadura, mas, em julho, frente a uma nova revolta, ele massacrou 167 presos políticos, os quais eram provenientes de famílias de elite, e como reação, foi linchado por uma multidão em Port-au-Prince. Pouco tempo depois, os Estados Unidos, em resposta às queixas do presidente Woodrow Wilson que o Haiti estava profundamente endividado a partir de bancos estadunidenses, os Estados Unidos ocuparam o país. A ocupação  foi interesseira, (uma vez que interesses empresariais da empresa estadunidense Sugar Company estavam ameaçados), por vezes, brutal, e causou problemas que duram ainda hoje.
Sob supervisão da Marinha, a Assembleia Nacional Haitiana elegeu Philippe Sudré Dartiguenave como presidente, que assinou um tratado que fez do Haiti um protetorado estadunidense, com os oficiais estadunidenses assumindo o controle sobre a consultoria financeira, a administração aduaneira, o policiamento, o Serviço de Obras Públicas, e o Serviço de Saúde Pública, por um período de dez anos. O principal instrumento de autoridade dos Estados Unidos seria a recém-criada Gendarmerie d'Haiti, comandada por oficiais estadunidenses. Em 1917, sob a demanda de oficiais estadunidenses, a Assembleia Nacional foi dissolvida, para a criação de uma nova Constituição, que foi em grande parte ditada por oficiais do Departamento de Estado e o Ministério da Marinha dos Estados Unidos. O Sub-Secretário da Marinha na administração Wilson alegou ter pessoalmente escrito a nova Constituição. Este documento abolia a proibição de propriedades estrangeiras da terra - componente essencial da legislação do Haiti. Quando a recém-eleita Assembleia Nacional se recusou a passar esta lei e redigiu um documento próprio preservando esta proibição, foi dissolvida pela força da Gendarmerie comandada por Smedley Butler. Esta Constituição foi aprovada por um plebiscito em 1919, em que menos de cinco por cento da população votou.
Em 1919, uma nova revolta começou, liderada por Carlos Magno Péralte, jurando «conduzir os invasores para o mar e um Haiti livre." Péralte atacou Port-au-Prince, em outubro, mas foi reposto com pesadas baixas. Posteriormente, um oficial crioulo da Gendarmerie infiltrou-se no acampamento de Péralte, matando-o e fotografando o seu cadáver em uma tentativa de desmoralizar os rebeldes. A liderança da rebelião passou a Benoît Batraville.
Em 1922, Dartiguenave foi substituído por Louis Borno, que governou sem um legislativo até 1930. A maioria dos haitianos continuaram a ressentir da perda de soberania, agravada pelo fato dos ocupantes, realizarem, com o apoio do clero católico francês, a tentativa de erradicar a prática de vodu.
A Grande Depressão derrubou os preços das exportações do Haiti, gerando crises e protestos. Em dezembro de 1929, em Les Cayes, Marines mataram dez camponeses haitianos durante uma marcha de protesto contra as condições econômicas locais. Em 1930, Sténio Vincent, um crítico de longa data da ocupação, foi eleito presidente, e os Estados Unidos começaram a retirar as suas forças. A retirada foi completada por Franklin D. Roosevelt, como Presidente, em 1934, sob a sua "Política da Boa Vizinhança". Os Estados Unidos reteve o controle externo das finanças do Haiti até 1947. Todos os três governantes durante a ocupação do país vieram da pequena minoria mulata, a quem os estadunidenses consideraram mais "civilizados", ao passo que a maioria negra foi mantida em subordinação. Ao mesmo tempo, muitos críticos da ocupação, em especial os de classes profissionais da cultura negra, confrontados com o racismo, afastaram-se da tradicional herança cultural francesa do Haiti, e enfatizaram o patrimônio cultural de raízes das nações africanas, mais notavelmente o etnólogo Jean Price-Mars e a revista Les Griots, editada pelo Dr. François Duvalier. Após a retirada, o Haiti passou a ser controlado pela dinastia dos Duvalier: depois de Papa Doc (François Duvalier), assumiu o governo Baby Doc (Jean Claude Duvalier), filho do primeiro, ambos sob tutela dos Estados Unidos.

### México

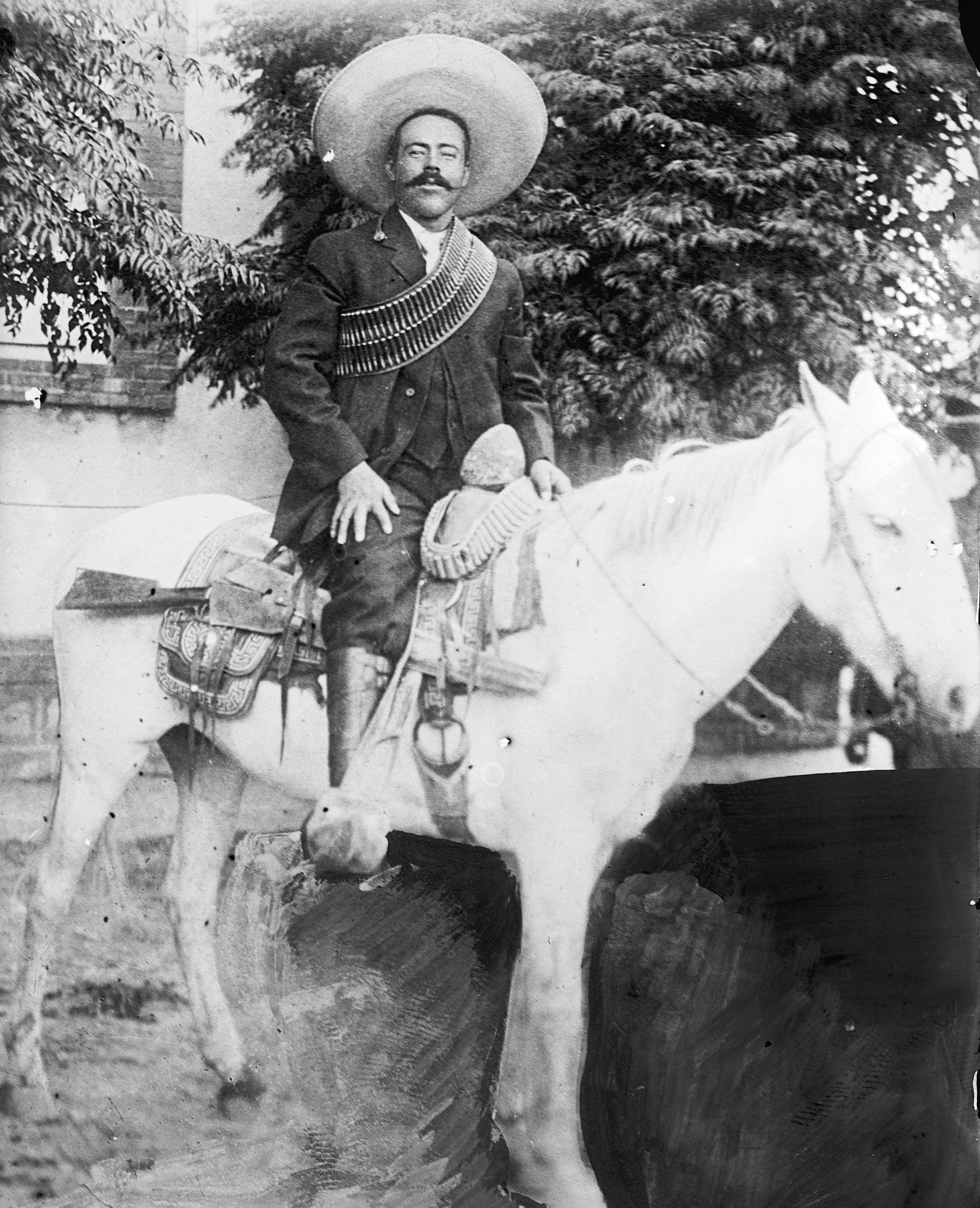
Pancho Villa, um dos líderes da Revolução Mexicana. Os Estados Unidos lançaram uma Expedição Punitiva para capturar Villa, após sua invasão ao território americano, a expedição foi um verdadeiro fracasso.

O México estava em um período de turbulências internas (devido a Revolução Mexicana de 1910) e as relações entre os Estados Unidos e o México estavam tensas - quase a ponto de guerra. Os envolvimentos militares dos Estados Unidos no México nesse período estão relacionados com as mesmas causas comerciais e políticas em geral, mas permanecem como um caso especial. Os estadunidenses conduziram a Guerra de Fronteira com o México de 1910 a 1919, por razões adicionais: para controlar o fluxo de imigrantes e refugiados do México revolucionário (pacificos), e para combater os ataques dos rebeldes em território estadunidense.
No começo do século XX, proprietários estadunidenses, incluindo grandes empresas, dominavam 27% das terras mexicanas; em 1910 o investimento industrial estadunidense foi de 45%, o que fez com que os Estados Unidos intervirem em assuntos mexicanos. Tanto por razões econômicas como políticas, os governos americanos geralmente apoiaram líderes mexicanos. Entretanto, quando os presidentes, William Howard Taft e Woodrow Wilson, decidiram não apoiar o governo de Victoriano Huerta (que havia dado um golpe de estado e assassinado o presidente Francisco I. Madero) logo começaram as intervenções; assim, por duas vezes durante a Revolução Mexicana, os Estados Unidos enviaram tropas para o México. A primeira vez ocorreu em 1914 após o incidente de Tampico e durante o incidente Ypiranga; quando agentes norte-americanos descobriram que o navio mercante alemão Ypiranga estava transportando armas ilegais para Huerta, o presidente Wilson mandou tropas para o Porto de Veracruz para parar o navio. Ele não declarou guerra contra o México. A ocupação de Veracruz, no entanto, foi um exercício de influência armada não um problema de integridade fronteiriça, que visava cortar os suprimentos de munições dos alemães ao governo do líder mexicano Victoriano Huerta, que o presidente Woodrow Wilson se recusou a reconhecer.
Nos anos anteriores à Primeira Guerra Mundial, os Estados Unidos também estavam atentos ao equilíbrio de poder regional contra a Alemanha. Os alemães estavam ativamente armando e prestando assessoria aos mexicanos, como demonstra o incidente Ypiranga, a base do sabotador alemão Lothar Witzke na Cidade do México, o Telegrama Zimmermann de 1917 e os assessores alemães presentes durante a Batalha de Ambos Nogales em 1918.
E em 1916, em retaliação por um ataque de Pancho Villa em Columbus, Novo México, e pela morte de 16 cidadãos estadunidenses, o presidente Wilson enviou o General John J. Pershing no México para capturar Villa. A invasão, no entanto, foi um fracasso e o General Pershing foi forçado a abandonar a missão e voltar para os Estados Unidos (1917).

## Críticas

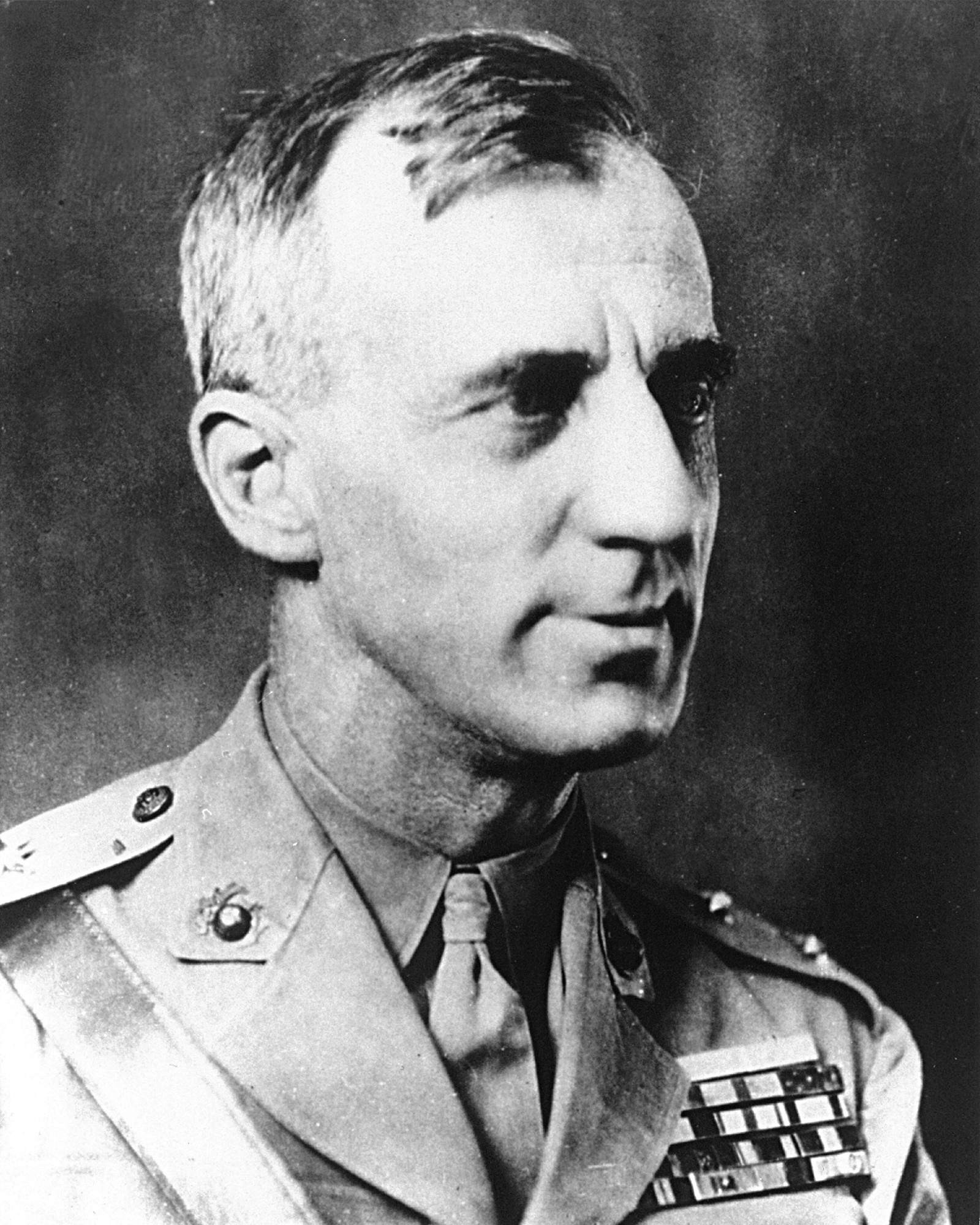
O general Smedley Butler.

Talvez o único oficial militar mais ativo nas Guerras das Bananas seja o Major General do Corpo de Fuzileiros Navais dos Estados Unidos, Smedley Butler, que esteve em ação em Honduras em 1903, serviu na Nicarágua entre 1909 e 1912, foi agraciado com a Medalha de Honra por seu papel em Veracruz em 1914, e recebeu uma segunda medalha de honra por bravura durante a "repressão da resistência Caco" no Haiti em 1915. Em 1935, Butler escreveu em seu famoso livro War Is a Racket:
Passei 33 anos e quatro meses no serviço ativo, como membro da mais ágil força militar do meu país - o Corpo de Fuzileiros Navais. Servi em todos os postos, desde segundo-tenente a general. E, durante tal período, passei a maior parte de meu tempo como guarda-costas de alta classe, para os homens de negócios, para Wall Street e para os banqueiros. Em suma, fui um quadrilheiro, um gangster para o capitalismo. [...] Foi assim que ajudei a transformar o México, especialmente Tampico, em lugar seguro para os interesses petrolíferos americanos, em 1914. Ajudei a fazer de Cuba e Haiti lugares decentes para que os rapazes do National City Bank pudessem recolher os lucros. Eu ajudei a estuprar meia dúzia de repúblicas da América Central em prol dos lucros de Wall Street [...] Ajudei a "limpar" a Nicarágua para os interesses da casa bancária internacional dos Brown Brothers, em 1909-1912. Trouxe a luz à República Dominicana para os interesses açucareiros norte-americanos em 1916. Ajudei a fazer de Honduras um lugar "adequado" às companhias frutíferas americanas, em 1903. Na China, em 1927, ajudei a fazer com que a Standard Oil continuasse a agir sem ser molestada. Durante todos esses anos, eu tinha, como diriam os rapazes do gatilho, uma boa quadrilha. Fui recompensado com honrarias, medalhas, promoções. Voltando os olhos ao passado, acho que poderia dar a Al Capone algumas sugestões. O melhor que ele podia fazer era operar em três distritos urbanos. Nós, os fuzileiros navais, operávamos em três continentes.